# 诺维永波尔西安
诺维永波尔西安（法語：Novion-Porcien，法語發音：[nɔvjɔ̃ pɔʁsjɛ̃]）是法国大東部大區阿登省的一个市镇，属于勒泰勒区。

## 地理
诺维永波尔西安（49°36'1"N, 4°25'25"E）面积17.21 平方千米，位于法国大東部大區阿登省，该省份为法国北部内陆省份，西接埃纳省，南至马恩省，东临默兹省，北与比利时接壤。
与诺维永波尔西安接壤的市镇（或旧市镇、城区）包括：科尔尼-马谢罗梅尼勒、费索、梅蒙、诺维-舍夫里耶尔、索邦。

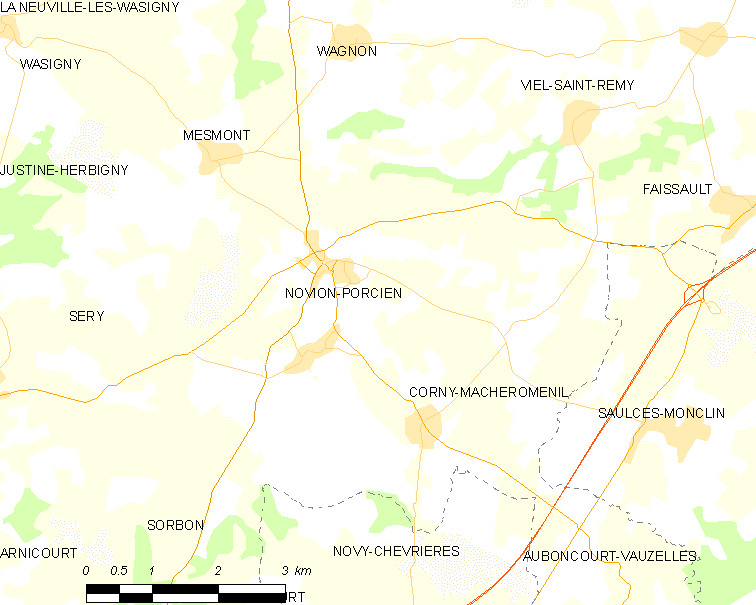
诺维永波尔西安的OSM定位图

诺维永波尔西安的时区为UTC+01:00、UTC+02:00（夏令时）。

## 行政
诺维永波尔西安的邮政编码为08270，INSEE市镇编码为08329。

## 政治
诺维永波尔西安所属的省级选区为锡尼拉拜县。

## 人口

1962-2008年间诺维永波尔西安人口变化图示

诺维永波尔西安于2022年1月1日时的人口数量为519人。